# Igreja de São João Batista (Casa da Ribeira)
A Igreja de São João Batista é uma igreja católica portuguesa localizada no sítio da Casa da Ribeira, freguesia de Santa Cruz, concelho de Praia da Vitória. Está construída sobre uma plataforma que eleva o adro da igreja em relação ao largo em que se insere.
Esta igreja é formada por um corpo em nave, com torre sineira e baptistério adossados à fachada lateral esquerda, um corpo de capela-mor, rectangular, mais estreito que o da nave principal. A sacristia apresenta-se contígua à fachada lateral esquerda da capela-mor. 
A fachada principal desta igreja tem quatro vãos encimados por cornijas: uma porta axial ladeada e encimada por janelas, apresenta ainda um remate contracurvado e quebrado, definido por uma cornija que se alonga segundo uma linha horizontal abraçando a torre sineira e o corpo principal da igreja. 
O vértice da cornija é encimado por uma cruz. Os vãos da fachada lateral direita são de verga curva e os cunhais que a limitam são encimados por pináculos. 
O interior é de nave única com arco triunfal apresenta uma volta perfeita em cantaria. 
Tem ainda um coro sobre o guarda-vento da porta de entrada.
A torre, com planta quadrangular, tem vãos com arcos de volta perfeita. Uma cornija remata o corpo da torre que culmina num coruchéu piramidal octogonal, vazado, com orifícios quadrangulares. Tem pináculos encimando os cunhais.
A igreja é construída em alvenaria de pedra rebocada e pintada de branco. 
Os cunhais, as pilastras, a cornija e as molduras dos vãos são em cantaria pintada de cinzento (o soco é em cantaria pintada de negro). As coberturas dos corpos da nave e da capela-mor são de duas águas em telha de meia-cana tradicional.
Segundo um rol publicado pelo Bispado de Angra do Heroísmo, a Igreja de São João Batista da Casa da Ribeira ficou "danificada mas com possibilidades de culto" em resultado dos estragos causados pelo Terramoto de 1 de Janeiro de 1980.